# Jacques Glays
Jacques Glays est un homme politique français né le 5 janvier 1749 à La Trinité-Porhoët (Morbihan) et décédé le 16 mai 1819 à Vannes (Morbihan).
Avocat, puis notaire, il est officier municipal à Vannes, agent du district et juge suppléant au tribunal criminel. Il est élu député du Morbihan au Conseil des Cinq-Cents le 26 germinal an VI. Rallié au coup d'État du 18 Brumaire, il est nommé conseiller de préfecture à Vannes, puis retrouve son siège de député de 1808 à 1815.

## Sources
- « Jacques Glays », dans Adolphe Robert et Gaston Cougny, Dictionnaire des parlementaires français, Edgar Bourloton, 1889-1891 [détail de l’édition]
- Sa fiche sur le site de l'Assemblée nationale